# Georg Thomalla
Georg Thomalla (Kattowitz, 14 februari 1915 - Starnberg, 25 augustus 1999) was een Duitse acteur en stemacteur.

## Carrière

### Als theateracteur
Georg Thomalla leerde vooreerst voor kok, maar sloot zich dan aan bij een reizend toneelgezelschap als acteur. Later speelde hij in de jaren 1930 bij theaters in Geilenkirchen en Gera en vond reeds de weg naar zijn latere stamtheaters als boulevardacteur, de Komödie en het Theater am Kurfürstendamm in Berlijn. Tijdens de zomermaanden speelde hij op kleinere podia, waaronder de Waldbühne Heessen (1939).

### Als filmacteur
Na enkele kleine filmrollen tijdens de Tweede Wereldoorlog begon zijn feitelijke carrière pas na de oorlog. De kleine man werd snel populair, vooral door slapstick-films. Daarnaast speelde hij verder theater in Berlijn en was daar van 1948 tot 1956 lid van het Kabarett der Komiker.

### Als tv-acteur
Thomalla bleef tijdens zijn gehele leven een komediant en kon zich niet doorzetten met karakterrollen. De begintijd van de televisie als massamedium zorgde voor zijn uiteindelijke doorbraak. Zijn tv-serie Komische Geschichten mit Georg Thomalla (1961-1971) behoorde tot een van de populairste programma's van het Duitse publiek. Hij had veel succes met de verpersoonlijking van de titelrol in de familie-tv-serie Unser Pauker, die was te volgen tussen 1965 en 1966 in het avondprogramma van het ZDF in 20 afleveringen. Eveneens bij het ZDF liep de serie Ein Abend mit George Thomalla met ongeveer hetzelfde concept als bij de Komische Geschichten.

### Als stemacteur
Thomalla heeft in meer dan 120 films gespeeld en heeft ook veel Hollywood-sterren gesynchroniseerd, waaronder Jack Lemmon, Danny Kaye, Peter Sellers en Bob Hope. Hij synchroniseerde Sellers in de meeste films van de Inspecteur Clouseau-serie en Jack Lemmon in Some Like It Hot, The Odd Couple en The Front Page. In 1966 kwam het tot een ontmoeting tussen Lemon en Thomalla, toen de Amerikaanse acteur tijdens de Berlinale 1996 met de Goldene Ehrenbär werd onderscheiden voor zijn levenswerk en Thomalla bij deze gebeurtenis de laudatio hield. Ook was hij de Duitse stem van de The Wizard of Oz in Das Zauberhafte Land (1939) en van de animatiefiguur Jimini Grille in de Walt Disney-film Pinocchio. In 1969 leende hij zijn stem aan de leeuw in de animatiefilm Die Konferenz der Tiere.

### Als zanger
Aan het begin van zijn carrière zong hij ook. Hij deed ook mee aan de Duitse voorronden van het Eurovisiesongfestival 1958.

## Privéleven en overlijden
Georg Thomalla had tijdelijk een relatie met collega-actrice Germaine Damar. Sinds 1957 was hij met de pensioneigenaresse Margit Mayrl uit Bad Gastein getrouwd en had met haar twee zoons. De actrice Simone Thomalla is niet met hem verwant. Zijn laatste levensjaren bracht Thomalla door in München-Schwabing, verder in Alicante en in Bad Gastein. Hij interesseerde zich voor religieuze vragen en oosterse filosofie. Vanaf het midden van de jaren 1980 was hij lid van de Hare Krishna-beweging (ISKCON). Thomalla overleed op 25 augustus 1999 op 84-jarige leeftijd in Starnberg, maar werd bijgezet op het kerkhof van Bad Gastein.

## Onderscheidingen
- 1971: Goldener Bildschirm
- 1976: Goldener Vorhang van de Berlijnse theaterclubs
- 1977: Oberschlesische cultuurprijs van de landsregering van Nordrhein-Westfalen
- 1983: Goldener Vorhang
- 1984: Goldenes Filmband voor jarenlang en voortreffelijk werk in de Duitse film
- 1985: Verdienstorden van de Bondsrepubliek Duitsland

## Filmografie

### Bioscoop
- 1939: Ihr erstes Erlebnis
- 1940: Der Kleinstadtpoet
- 1941: Über alles in der Welt
- 1941: Jungens
- 1941: Stukas
- 1942: Wir machen Musik
- 1943: Besatzung Dora
- 1944: Ein schöner Tag
- 1944: Nora
- 1944: Herr Sanders lebt gefährlich
- 1944: Der große Preis
- 1944: Ein fröhliches Haus
- 1945: Solistin Anna Alt
- 1945: Die tolle Susanne
- 1946: Peter Voss, der Millionendieb
- 1946: Sag' die Wahrheit
- 1947: Herzkönig
- 1949: Der große Fall
- 1949: Die seltsame Geschichte des Brandner Kaspar
- 1949: Man spielt nicht mit der Liebe
- 1949: Ein toller Fall
- 1949: Um eine Nasenlänge
- 1950: Drei Mädchen spinnen
- 1950: Maharadscha wider Willen
- 1950: Eine Nacht im Separe
- 1951: Schwarze Augen
- 1951: Königin einer Nacht
- 1951: Fanfaren der Liebe
- 1952: Tanzende Sterne
- 1952: Mikosch rückt ein
- 1952: Der keusche Lebemann
- 1952: Der Fürst von Pappenheim
- 1952: Meine Frau macht Dummheiten
- 1952: Ein ganz großes Kind
- 1953: Damenwahl
- 1953: Bezauberndes Fräulein
- 1953: Fanfaren der Ehe
- 1953: Der Onkel aus Amerika
- 1954: Fräulein vom Amt
- 1954: Die sieben Kleider der Katrin
- 1954: Viktoria und ihr Husar
- 1954: Bei Dir war es immer so schön
- 1955: Himmel ohne Sterne
- 1955: Solang' es hübsche Mädchen gibt
- 1955: Die Stadt ist voller Geheimnisse
- 1955: Wunschkonzert
- 1956: Ein Mann muß nicht immer schön sein
- 1956: Musikparade
- 1956: Meine Tante – deine Tante
- 1957: Junger Mann, der alles kann
- 1957: Tante Wanda aus Uganda
- 1957: Viktor und Viktoria
- 1957: Das Glück liegt auf der Straße
- 1957: Ein Stück vom Himmel
- 1958: Das haut einen Seemann doch nicht um
- 1958: Die Sklavenkarawane
- 1958: Ooh … diese Ferien
- 1958: Scampolo
- 1959: Paprika
- 1959: Der Löwe von Babylon
- 1959: Laß mich am Sonntag nicht allein
- 1960: Unsere Heimat ist die ganze Welt
- 1960: Das Spukschloß im Spessart
- 1960: Juanito
- 1961: Bei Pichler stimmt die Kasse nicht
- 1961: Ramona
- 1961: Der Traum von Lieschen Müller
- 1961: Adieu, Lebewohl, Goodbye
- 1962: Die Försterchristel
- 1962: Schneewittchen und die sieben Gaukler
- 1962: …und ewig knallen die Räuber
- 1962: Der Vogelhändler
- 1963: Mit besten Empfehlungen
- 1964: Erzähl mir nichts
- 1964: Lausbubengeschichten
- 1965: Tante Frieda – Neue Lausbubengeschichten
- 1965: Ich suche einen Mann
- 1967: Wenn Ludwig ins Manöver zieht
- 1968: Zur Hölle mit den Paukern
- 1968: Immer Ärger mit den Paukern
- 1969: Unser Doktor ist der Beste
- 1969: Hilfe, ich liebe Zwillinge!
- 1969: Herzblatt oder Wie sag ichs meiner Tochter?
- 1970: Hurra, unsere Eltern sind nicht da
- 1970: Nachbarn sind zum Ärgern da
- 1970: Unsere Pauker gehen in die Luft
- 1971: Hochwürden drückt ein Auge zu
- 1971: Verliebte Ferien in Tirol
- 1971: Einer spinnt immer
- 1971: Hurra, wir sind mal wieder Junggesellen!
- 1972: Mensch ärgere dich nicht
- 1972: Immer Ärger mit Hochwürden
- 1972: Meine Tochter – deine Tochter
- 1972: Kinderarzt Dr. Fröhlich
- 1973: Wenn jeder Tag ein Sonntag wär
- 1973: Crazy – total verrückt
- 1974: Auch ich war nur ein mittelmäßiger Schüler
- 1978: Der Tiefstapler
- 1979: Schimpo, was macht ein Aff' in Afrika
- 1996: Lilien in der Bank

### Televisiefilms
- 1953: Der Hund im Hirn
- 1954: Das Ministerium ist beleidigt
- 1955: Bezauberndes Fräulein
- 1962: Nie hab ich nie gesagt
- 1963: Bezauberndes Fräulein
- 1963: Tote zahlen keine Steuern
- 1964: Casanova wider Willen
- 1964: Gerechtigkeit in Worowogorsk
- 1964: Der König mit dem Regenschirm
- 1964: Träumerei des Herrn Schumann
- 1965: Weekend im Paradies
- 1965–1966: Unser Pauker
- 1977: Links und rechts vom Ku'damm
- 1979: Noch 'ne Oper
- 1980: Kolportage
- 1981: Kintopp Kintopp
- 1985: Ein Mann ist soeben erschossen worden
- 1985: Durchreise – Die Geschichte einer Firma (registratie van een theatervoorstelling)
- 1985: Polizeiinspektion 1: Der Schatten
- 1985: Ein Mann ist soeben erschossen worden
- 1988: Meister Eder und sein Pumuckl aflevering 38: Eders Weihnachtsgeschenk
- 1989: Der Tüftler
- 1990: Willi - Ein Aussteiger steigt aus
- 1990: Das Geld liegt auf der Bank
- 1990: Ein Schloß am Wörthersee: Ein Dinner für zwei
- 1992: Kleiner Mann im großen Glück
- 1993: Das Traumschiff: Indien und Malediven

### Televisieseries
- 1961–1971: Komische Geschichten mit Georg Thomalla
- 1965–1966: Unser Pauker
- 1979: Erlesene Verbrechen und makellose Morde
- 1981: Kintopp Kintopp
- 1982: Georg Thomallas Geschichten
- 1982–1985: Ein Abend mit Georg Thomalla
- 1985: Polizeiinspektion 1
- 1988: Meister Eder und sein Pumuckl
- 1989: Der Tüftler
- 1990: Ein Schloß am Wörthersee
- 1992: Der Alte
- 1993: Das Traumschiff
- 1998: Klinik unter Palmen
- 2000: Auf eigene Gefahr

### Theateropnamen
- 1966: Vater einer Tochter
- 1975: Der Mann, der sich nicht traut
- 1976: Der Mann, der sich nicht traut
- 1981: Vater einer Tochter
- 1985: Durchreise
- 1990: Das Geld liegt auf der Bank

### Hoorspel
- 1949: Curth Flatow: Beinahe friedensmäßig – Regie: Ivo Veit (Hoorspel – RIAS Berlin)

- Biblioteca Nacional de España: XX6241000
- Bibliothèque nationale de France: cb162108989 (data)
- Gemeinsame Normdatei: 118833855
- International Standard Name Identifier: 0000 0000 7987 9652
- Library of Congress Control Number: no2013027287
- MusicBrainz: e073febb-d2bf-43e1-a10d-668f933605cb
- Nationale Bibliotheek van Polen: a0000003238958
- Système universitaire de documentation: 079101798
- Virtual International Authority File: 531144782723705910023
- WorldCat: E39PBJrmfjGkqk7M8VMphDGj4q